# Negozio Olivetti (Venezia)
Il negozio Olivetti di Venezia è un locale a due piani ubicato in piazza San Marco, opera dell'architetto Carlo Scarpa. Si tratta di uno dei più importanti e primi al mondo (se non il primo, sicuramente il più famoso) esempio di negozio bandiera (antesignano dei moderni "flagstore"). Esso stesso classificato come edificio di rilevanza nazionale, è una delle più rappresentative opere di integrazione di un intervento moderno (metà anni cinquanta del Novecento) su palazzo storico protetto dai beni culturali (del XVI secolo). 
Fra le più famose opere di Carlo Scarpa, ne rappresenta tutta la sua personalità artistica ed è uno dei più significativi e studiati esempi (come lo è il Museo di Castelvecchio per quanto riguarda i vincoli di legge legati al restauro) di soluzioni progettuali e architettoniche condizionate da vincoli legislativi (sicurezza, fruibilità) e di territorio (fenomeno dell'acqua alta). 
Dopo aver perso per anni la sua funzione originale, il 20 aprile 2011 il negozio è stato riaperto dopo un attento restauro filologico, che ne ha restituito i colori, gli arredi e la collezione di macchine Olivetti originali. Le Assicurazioni Generali, che ne mantengono la proprietà, l'hanno affidato al Fondo Ambiente Italiano, che, dopo averne curato il restauro, si occupa del suo mantenimento e ne assicura la fruizione al pubblico.

## Storia
L'allestimento del negozio venne commissionato nel 1957 a Scarpa da Adriano Olivetti, il quale aveva rilevato i locali dismessi di una precedente bottega della Piazza. Tale spazio, precisamente collocato nell'angolo sotto il loggiato delle Procuratie Vecchie e il sotoportego del Cavalletto, in prossimità di quello dell'Arco celeste che porta al bacino Orseolo, nei progetti di Olivetti doveva divenire un prestigioso punto d'esposizione e di lancio dei noti articoli per ufficio, richiamando tanto l'attenzione dei clienti quanto quella degli esteti. Infatti, vista l'ubicazione, l'intervento affidato a Scarpa doveva essere realizzato con massima cura e precisione, nonché con profondo rispetto della storica Piazza e dei suoi monumenti.
Scarpa preparò un progetto di grande raffinatezza formale con grande attenzione alla scelta dei materiali, mostrandosi sempre più risoluto nello sviluppare uno stile architettonico essenziale da un lato, ma al tempo stesso raffinato ed eclettico dall'altro, mescolando insieme elementi diversi tra loro e riuscendo sempre a coniugarli con eleganza.
Nel 2009 viene illustrata la precaria situazione del negozio: è perciò avviato il restauro degli interni, che si conclude con la riapertura dello spazio al pubblico il 20 aprile 2011.

## Descrizione
Il negozio consiste in un ambiente unito volumetricamente col primo piano quasi interamente soppalcato, che comprende senza interruzioni il piccolo vano d'ingresso attiguo alla Piazza, lo spazio espositivo e un discreto corridoio, che porta ad una saletta rettangolare dalla quale si accede ai servizi, con la quale il pianterreno si conclude. In questa grande sala, a delimitare il corridoio, è posta una scala, modellata con sfasature laterali, attraverso la quale si raggiunge il primo piano, grande la metà di quello inferiore. Sempre in questo vano, tra l'ingresso e i piedi della scala, trova spazio un'elegantissima fontana ornamentale, il cui ugello è costituito da una lastra di marmo bianco e rame interno con il logo Olivetti, che versa un leggero flusso d'acqua in una vasca rettangolare di marmo nero, perfettamente liscio. Su questa vasca, è impiantata a lato una bella scultura di Alberto Viani. Tutti gli ambienti sono pavimentati con un gentile gioco di marmo e vetro di Murano: una serie di tessere quadrangolari, molto simili tra loro per forma ma diverse, di zona in zona, per colore, sono intervallate a rifiniture di pietra bianca e liscia, con un effetto lucido molto gradevole sull'intera superficie.
I colori scelti da Scarpa sono il rosso, il giallo e il blu, ovverosia i colori primari più il bianco. L'ampio uso di vetrate continue lungo il perimetro del piano terreno contribuisce ad una osmosi tra interno e esterno del locale. Questa tendenza è sottolineata anche dalla posizione del vano d'ingresso, organizzato con una bassa soglia in marmo liscio che, dal pavimento in trachite della Piazza, si solleva lieve ed immette, mediante una porta preceduta da un cancello scorrevole a soffietto, nella prima grande stanza. All'esterno, le cornici delle vetrine sono in tek e marmo bianco, con mensole interne modulate a cerniera e lampade pensili per l'illuminazione dei prodotti. Sotto l'intera parete esterna del negozio corre uno zoccolo in calcestruzzo mescolato a ciottoli, ottimamente contrastante con la levigatezza del tek e del vetro e mimetizzato con l'antica pavimentazione del marciapiede delle sottoarcate. Sulla parete laterale è presente, dietro un grande logo della Olivetti, una piccola cabina elettrica, apribile per manutenzione.

Il negozio Olivetti fotografato da Paolo Monti nel 1960
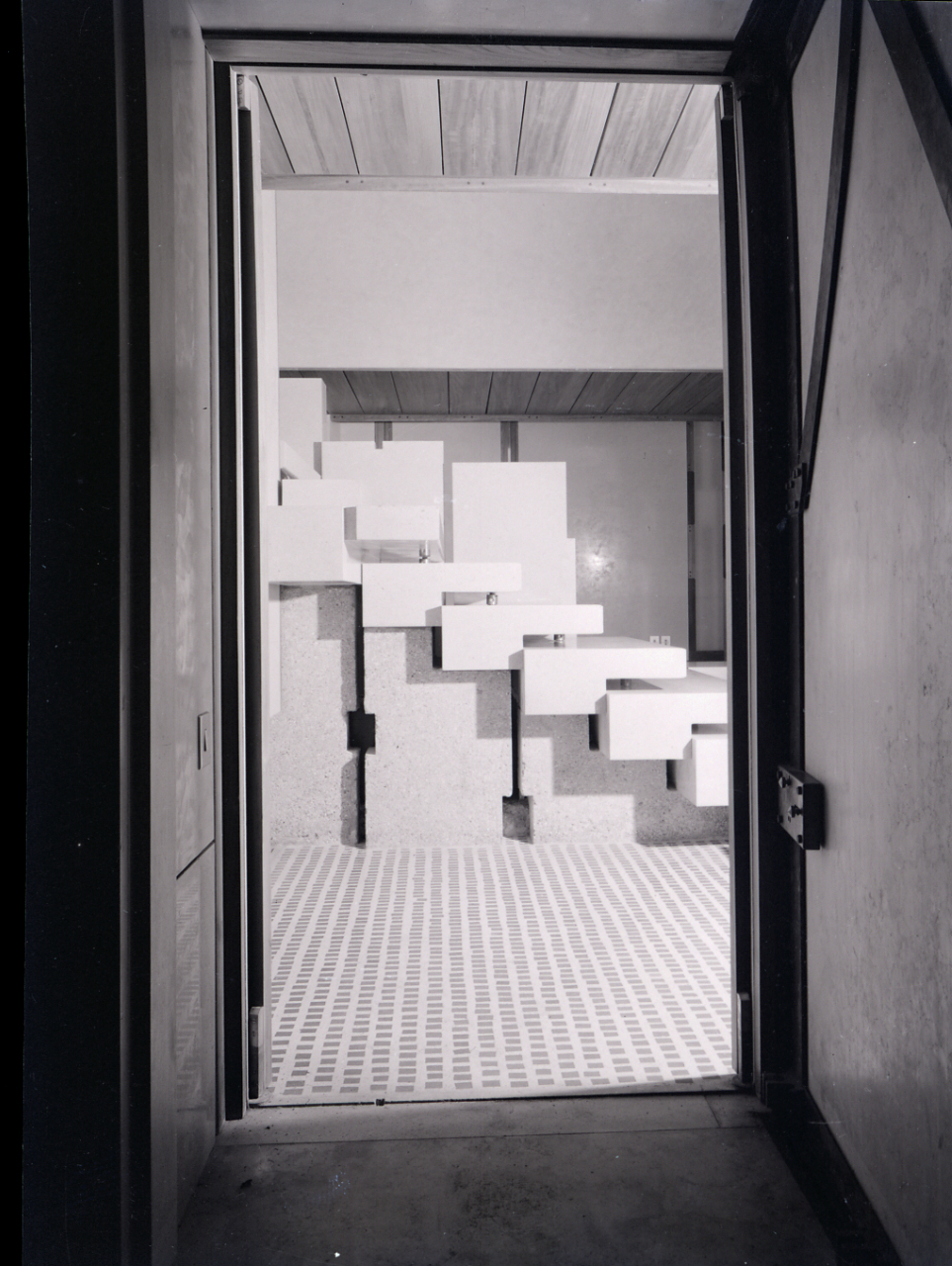
Dettaglio della scala, vista lateralmente
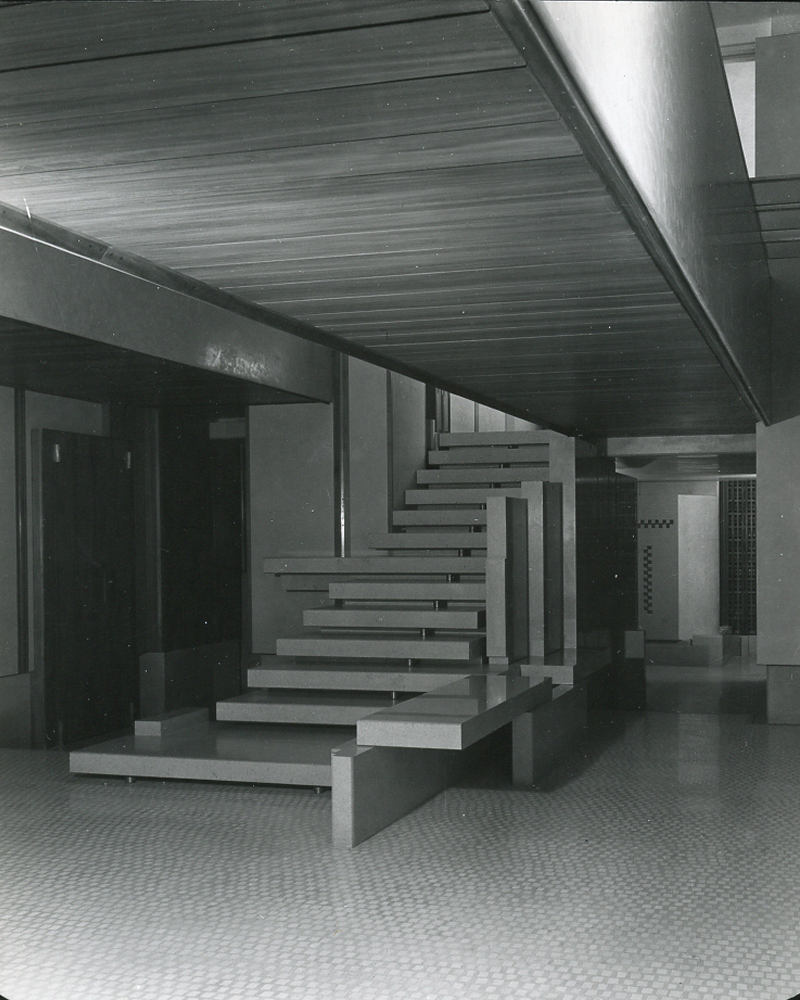
La scala

## Macchine da scrivere e da calcolo esposte
Macchine da scrivere
- Lexikon 80, 1948
- Lettera 22, 1950
- Studio 44, 1952
- Lexikon 80 elettrica, 1955

Calcolatrici scriventi
- Summa 15, 1949
- Divisumma 24, 1956
- Multisumma 22, 1958
- Elettrosumma 22, 1958
- Audit 513, 1959